# ジョニー・ブラウン (俳優)
ジョニー・ブラウン（Johnny Brown、1937年6月11日 - 2022年3月2日）は、アメリカ合衆国の俳優、歌手、コメディアンであり、ジャズトランペット奏者であるルイ・アームストロングのモノマネで有名であった。

## 経歴

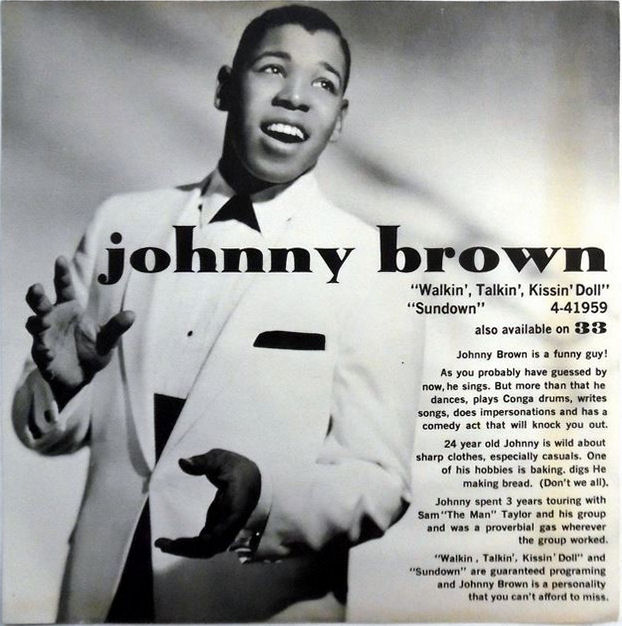
コロムビア・レコードのアルバム表紙

1937年6月11日、アメリカ合衆国フロリダ州セントピーターズバーグにて誕生。その後、俳優活動を開始。NBCのラフ・インにレギュラーメンバーとして出演。
1970年代にはペーパーメイト (Paper Mate) などのCMに出演をした。
2022年3月2日、ペースメーカーを着用していたが外し、担当医から離れていた直後倒れ、病院に搬送されたが死亡が確認された。84歳没。